# Vågå
Vågå is een gemeente in de Noorse provincie Innlandet.
Vågå grenst in het noorden aan Lesja, in het oosten aan Dovre en Sel, in het zuidoosten aan Nord-Fron, in het zuiden aan Øystre Slidre en Vang en in het westen aan Lom. De inwoners van deze gemeente wonen hoofdzakelijk in Vågåmo, Lalm en Tessanden; andere dorpen zijn onder meer Nord-Herad, Skogbygda en Skårvangen. Vågåmo is ook het bestuurscentrum van de gemeente.
Het gemeentewapen is in 1985 toegekend. Het rendier verwijst naar een scene uit Peer Gynt, waarin een personage op een rendier door de Besseggen rijdt.

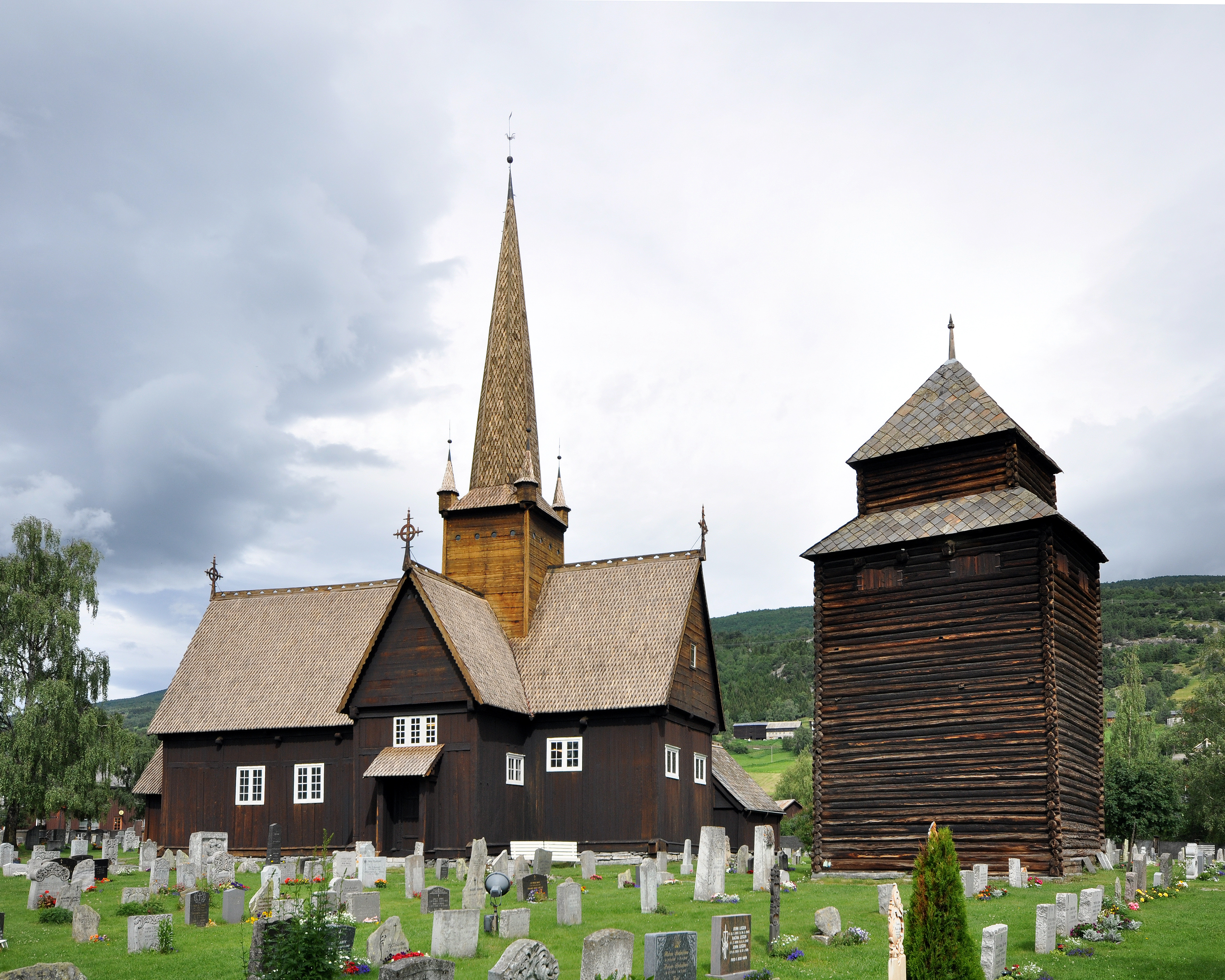
Kerk van Vågå

De kerk te Vågå is een staafkerk uit de jaren 1625–1627. Er wordt aangenomen dat de materialen waarvan zij gebouwd is van een oudere staafkerk afkomstig zijn: de oudste delen kunnen dateren uit het begin van de 12e eeuw. De kerk heeft een zeer kleurrijke preekstoel.
Vågå ligt aan het meer Vågåvatnet.

## Partnerstad
- Tierp (Zweden)

## Geboren
- Knut Hamsun (1859-1952), schrijver en Nobelprijswinnaar (1920)
- Thekla Resvoll (1871-1948), botanicus
- Hanna Resvoll-Holmsen (1873-1943), botanicus

Alvdal · Dovre · Eidskog · Elverum ·  Engerdal · Etnedal · Folldal · Gausdal · Gjøvik · Gran · Grue ·  Hamar · Kongsvinger · Lesja · Lillehammer · Lom ·  Løten · Nord-Aurdal · Nord-Fron · Nord-Odal · Nordre Land · Os · Østre Toten · Øyer · Øystre Slidre · Rendalen · Ringebu · Ringsaker · Sel · Skjåk · Stange · Stor-Elvdal · Søndre Land · Sør-Aurdal · Sør-Fron · Sør-Odal · Tolga · Trysil · Tynset · Vågå · Våler · Vang · Vestre Slidre · Vestre Toten · Åmot · Åsnes

Fylker van Noorwegen